# Matija Boben
Matija Boben (sinh ngày 26 tháng 2 năm 1994) là một cầu thủ bóng đá người Slovenia. Anh chơi ở vị trí trung vệ cho F.K. Rostov.

## Sự nghiệp câu lạc bộ
Anh ra mắt chuyên nghiệp tại Giải bóng đá hạng nhất quốc gia Slovenia ở mùa giải 2013–14 cho NK Triglav Kranj.
Vào ngày 4 tháng 7 năm 2017, anh ký bản hợp đồng 3 năm với điều khoản gia hạn 1 năm với câu lạc bộ tại Giải bóng đá ngoại hạng Nga F.K. Rostov.

## Thống kê sự nghiệp

### Câu lạc bộ
Tính đến 13 tháng 5 năm 2018
| Câu lạc bộ          | Mùa giải            | Giải vô địch                             | Giải vô địch | Giải vô địch | Cúp     | Cúp       | Châu lục | Châu lục  | Tổng cộng | Tổng cộng |
| Câu lạc bộ          | Mùa giải            | Hạng đấu                                 | Số trận      | Bàn thắng    | Số trận | Bàn thắng | Số trận  | Bàn thắng | Số trận   | Bàn thắng |
| ------------------- | ------------------- | ---------------------------------------- | ------------ | ------------ | ------- | --------- | -------- | --------- | --------- | --------- |
| Triglav Kranj       | 2013–14             | Giải bóng đá hạng nhất quốc gia Slovenia | 1            | 0            | 1       | 0         | –        | –         | 2         | 0         |
| Gorica              | 2015–16             | Giải bóng đá hạng nhất quốc gia Slovenia | 9            | 0            | 0       | 0         | –        | –         | 9         | 0         |
| Gorica              | 2016–17             | Giải bóng đá hạng nhất quốc gia Slovenia | 25           | 1            | 3       | 0         | 1        | 0         | 29        | 1         |
| Gorica              | 2017–18             | Giải bóng đá hạng nhất quốc gia Slovenia | –            | –            | –       | –         | 1        | 0         | 1         | 0         |
| Gorica              | Tổng cộng           | Tổng cộng                                | 34           | 1            | 3       | 0         | 2        | 0         | 39        | 1         |
| F.K. Rostov         | 2017–18             | Giải bóng đá ngoại hạng Nga              | 7            | 0            | 1       | 0         | –        | –         | 8         | 0         |
| Tổng cộng sự nghiệp | Tổng cộng sự nghiệp | Tổng cộng sự nghiệp                      | 42           | 1            | 5       | 0         | 2        | 0         | 49        | 1         |